# Oxxxymiron

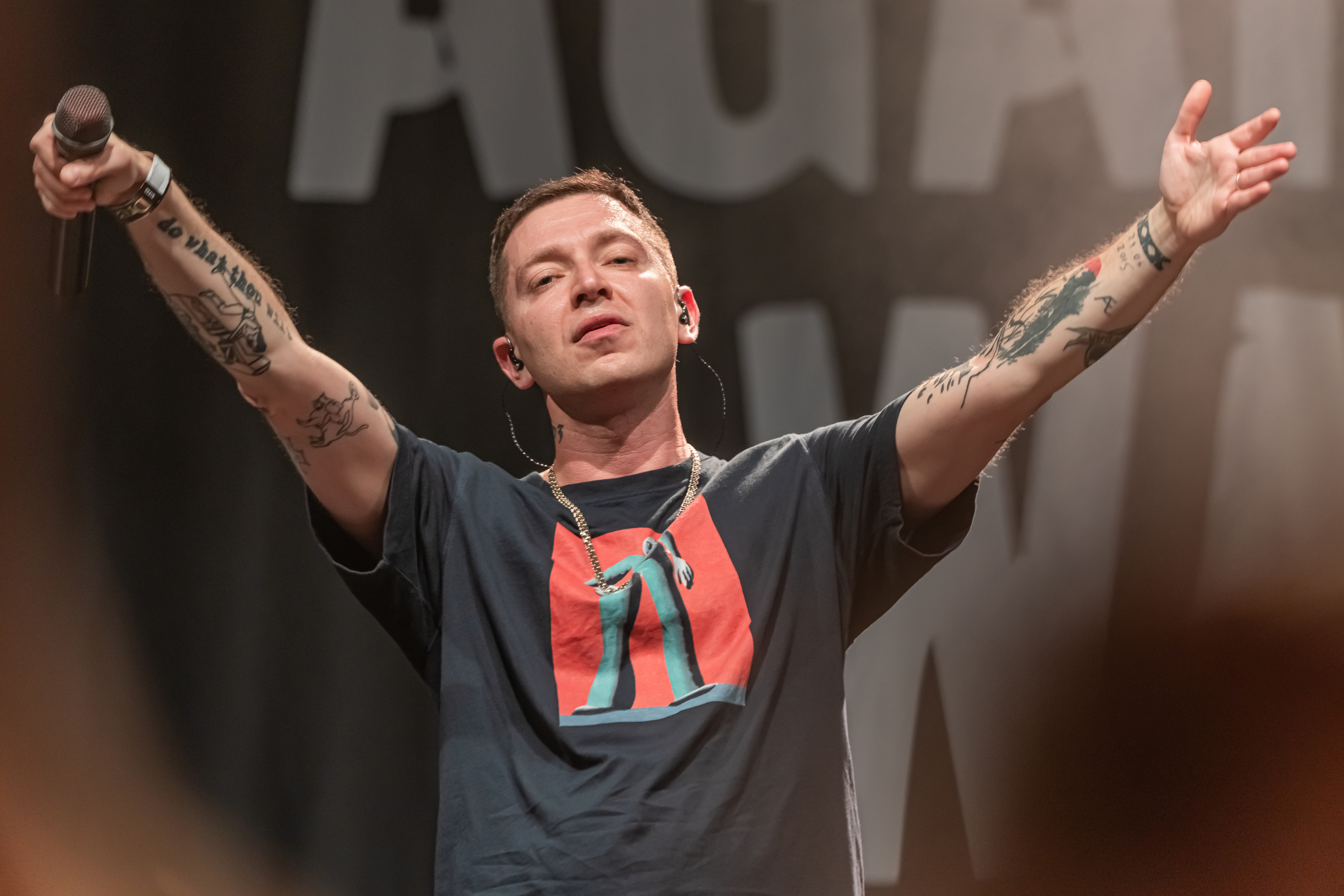
Oxxxymiron (Berlin 2022)

Oxxxymiron (* 31. Januar 1985 in Leningrad; bürgerlicher Name Miron Janowitsch Fjodorow, russisch Мирон Янович Фёдоров) ist ein russischer Rapper und Filmdarsteller.

## Biografie
Fjodorow wurde in Leningrad als Sohn russisch-jüdischer Eltern geboren. Im Alter von neun Jahren zog seine Familie mit ihm nach Essen. Fjodorow besuchte dort das Maria-Wächtler-Gymnasium. Im Jahr 2000 zog die Familie erneut um, diesmal nach Slough in der Nähe von London. 2008 schloss er sein Studium an der University of Oxford mit einem Abschluss in Englischer Literatur ab.
Fjodorow trat bereits in London unter dem Pseudonym Oxxxymiron auf. Der musikalische Durchbruch gelang ihm in Sankt Petersburg, wo er bei Battle-Rap Wettbewerben auftrat. Videos seiner Duelle im Battle-Rap erreichten inzwischen in der Summe über 100 Millionen Aufrufe. Einige Medien bezeichneten Oxxxymiron als „bekanntesten Battle-Rapper der Welt“.

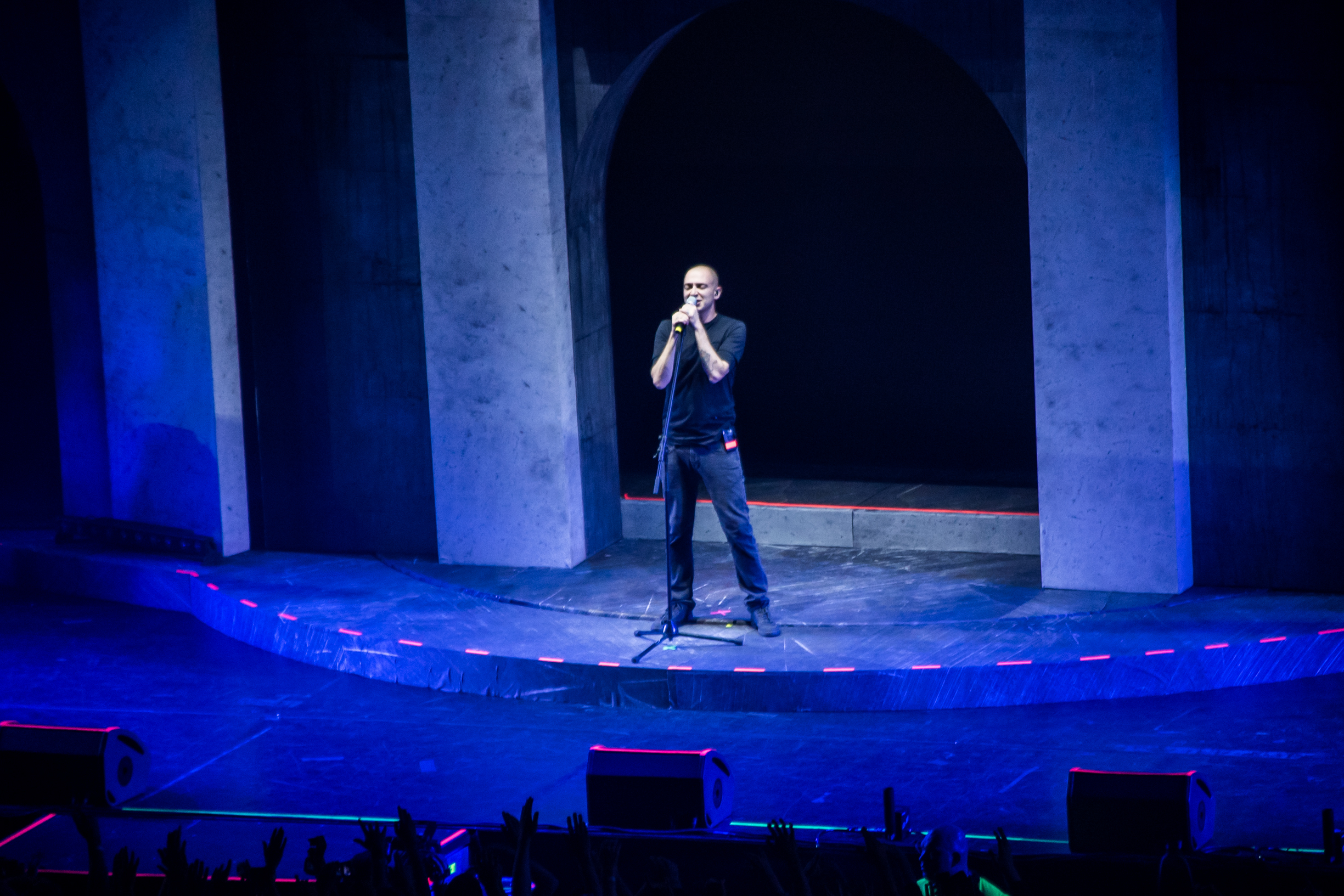
Oxxxymiron (Sankt Petersburg 2017)

Er ist ebenfalls politisch aktiv. Im Jahr 2019 rief er zum Protest gegen Wahlmanipulationen bei den Kommunal- und Regionalwahlen in Russland auf. Er setzte sich außerdem für die Freilassung von Jegor Schukow ein. Anfang 2021 wurde er in Sankt Petersburg bei Protesten gegen Wladimir Putin verhaftet.
Oxxxymiron äußerte sich zum russischen Überfall auf die Ukraine mit den Worten „Ich weiß, dass die meisten Menschen in Russland gegen diesen Krieg sind, und ich bin überzeugt: Je mehr Menschen ihre wirkliche Haltung dazu bekunden, desto schneller können wir dieses Grauen beenden.“ Seine in Russland geplanten Konzerte sagte er ab, stattdessen gab er außerhalb Russlands Benefizkonzerte unter dem Motto „Russians against war“; je ein Konzert in Istanbul, London und Berlin. Für dieses Projekt wurde eigens eine Spenden-Website eingerichtet, alle dort gesammelten Gelder einschließlich der Einnahmen aus Ticketverkäufen sollten zu Gunsten ukrainischer Flüchtlinge gehen. Die Frage, ob er nach Russland zurückgekehrt sei, ließ er unbeantwortet. Später rief er zu Aktionen im Internet via E-Mail auf. Im Internet könne alles blockiert, gelöscht und vom Staat eingeschränkt werden, aber die E-Mail sei „eine zu Unrecht vergessene Art der Kommunikation“ – denn Mails seien „so konservativ wie Birkenrindentexte und so zuverlässig wie das Nokia 3310“. Es sei nicht auf sofortige Befriedigung durch Likes aus, sondern könne ein hochwertiges Werkzeug sein zur Infiltration der Gesellschaft.
Im Oktober 2022 wurde Oxxxymiron durch das russische Justizministerium zum „ausländischen Agenten“ erklärt. Ende Februar 2023 startete der Sänger in Jerewan, der Hauptstadt Armeniens, seine World Tour. Es folgten bzw. folgen Konzerte in Limassol, Istanbul, Chișinău, Warschau, London, Paris, Prag, Offenbach am Main, Berlin, Wien, Riga und Tel Aviv. Ab September 2023 soll die Fortsetzung der Tour in Nord- und Südamerika folgen, im Januar 2024 in Afrika, Asien und Australien.

## Diskografie

### Studioalben
- 2011: Вечный Жид (Ewiger Jude)
- 2015: Горгород (Gorgorod)
- 2021: Красота и уродство (Schönheit und Hässlichkeit)
- 2023: Семейный альбом (mit Переучет)

### Mixtapes
- 2012: miXXXtape I
- 2013: miXXXtape II: Долгий путь домой
- 2021: miXXXtape III: Смутное Время

### Singles (Auswahl)
| - 2011: Тентакли - 2014: Мне скучно жить (mit LSP) - 2015: Безумие (mit LSP) - 2015: Город под подошвой - 2015: Где Нас Нет - 2015: Переплетено - 2015: Полигон - 2015: Девочка Пиздец - 2015: Башня Из Слоновой Кости - 2017: Fata Morgana (mit Markul) - 2017: Пора возвращаться домой (mit BI-2) | - 2021: Организация - 2021: Мох - 2021: Мы Все Умрем - 2021: Хоп-Механика - 2021: Красота И Уродство - 2021: Агент - 2021: Нон-Фикшн - 2021: Aghori (Dunkler Tag) (mit Kool Savas & Laskah) - 2021: КТО УБИЛ МАРКА? - 2021: ОРГАНИЗАЦИЯ - 2022: ОЙДА - 2023: Лига Опасного Интернета |

## Filmografie
- 2022: Empire V
- 2022: Tchaikovsky’s Wife